# György Kozmann
György Kozmann (Szekszárd, Tolna, 23 de março de 1978) é um ex-canoísta húngaro especialista em provas de velocidade.

## Carreira
Foi vencedor das medalhas de bronze em C-2 1000 m em Atenas 2004 e Pequim 2008, junto com o seu colega de equipa György Kolonics e Tamás Kiss, respetivamente.